# Светилище на Велес (Златни пясъци)

Светилището на Велес в Златни пясъци е древнославянски култов обект, посветен на бога Велес[източник? (Поискан преди 2 дни)].

## История на откриването
През 1969 г. по време на археологически разкопки край Златни пясъци археологът Стоян Йорданов открива обект, интерпретиран като древно светилище. Откритието е документирано и анализирано в рамките на Варненската археологическа експедиция, а находките са съхранени във фондовете на Археологически музей във Варна.

## Описание
Комплексът включва олтарен камък с площадка, обграден с полукръг от по-малки камъни, ориентирани спрямо слънцето. В района са намерени керамични фрагменти, каменни сечива и елементи от жертвени приноси.

## Съвременно значение
Светилището е възстановено през 2024 г. в гората край Златни пясъци на място, където вероятно е имало древно езическо оброчище.
Днес мястото е действащо светилище и се използва от привърженици на Славянската традиция за обреди, празници и духовни практики. Провеждат се ежегодни събори и възстановки на обреди, свързани с култа към Велес. Светилището се поддържа от доброволческа група с подкрепата на община Варна и в сътрудничество с Дирекцията на Природен парк „Златни пясъци“. Дейностите по опазването включват почистване, облагородяване на пространството и засаждане на местни видове растения, с цел съхранение на културната и природна стойност на мястото.[източник? (Поискан преди 2 дни)]